# Llista de resolucions del Consell de Seguretat de les Nacions Unides 1701 a la 1800
Aquesta és una llista entre les resolucions 1701 a 1800 del Consell de Seguretat de les Nacions Unides aprovades entre l'11 d'agost de 2006 i el 20 de febrer de 2008.
| Resolució      | Data                   | Votació                                                          | Assumpte |
| -------------- | ---------------------- | ---------------------------------------------------------------- | --- |
| Resolució 1701 | 11 d'agost de 2006     | 15–0–0                                                           | Demanda alto-el-foc en la Guerra del Líban de 2006                                                                         |
| Resolució 1702 | 15 d'agost de 2006     | 15–0–0                                                           | Estén el mandat de la Missió d'Estabilització de les Nacions Unides a Haití                                                |
| Resolució 1703 | 18 d'agost de 2006     | 15–0–0                                                           | Estén el mandat de la l'Oficina de les Nacions Unides a Timor Oriental                                                     |
| Resolució 1704 | 25 d'agost de 2006     | 15–0–0                                                           | Estableix la Missió Integrada de les Nacions Unides a Timor Oriental                                                       |
| Resolució 1705 | 29 d'agost de 2006     | 15–0–0                                                           | Terminis dels jutges al Tribunal Penal Internacional per a Ruanda                                                          |
| Resolució 1706 | 31 d'agost de 2006     | 12–0–3 (abstencions: Xina, Catar, Rússia)                        | Expandeix mandat de la Missió de les Nacions Unides al Sudan per incloure desplegaments al Darfur                          |
| Resolució 1707 | 12 de setembre de 2006 | 15–0–0                                                           | Estén autorització donada a la Força Internacional d'Assistència i de Seguretat a Afganistan                               |
| Resolució 1708 | 14 de setembre de 2006 | 15–0–0                                                           | Estén el mandat de la grup d'experts de monitorització de sancions contra Costa d'Ivori                                    |
| Resolució 1709 | 22 de setembre de 2006 | 15–0–0                                                           | Estén el mandat de la Missió de les Nacions Unides al Sudan                                                                |
| Resolució 1710 | 29 de setembre de 2006 | 15–0–0                                                           | Estén el mandat de la Missió de les Nacions Unides a Etiòpia i a Eritrea                                                   |
| Resolució 1711 | 29 de setembre de 2006 | 15–0–0                                                           | Estén el mandat de la Missió de les Nacions Unides a la República Democràtica del Congo                                    |
| Resolució 1712 | 29 de setembre de 2006 | 15–0–0                                                           | Estén el mandat de la Missió de les Nacions Unides a Libèria                                                               |
| Resolució 1713 | 29 de setembre de 2006 | 15–0–0                                                           | Estén el mandat del panell d'experts monitoritzant sancions contra Darfur, Sudan                                           |
| Resolució 1714 | 6 d'octubre de 2006    | 15–0–0                                                           | Estén el mandat de la Missió de les Nacions Unides al Sudan                                                                |
| Resolució 1715 | 9 d'octubre de 2006    | Aprovada per aclamació                                           | Recomana Ban Ki-moon com a Secretari General de les Nacions Unides                                                         |
| Resolució 1716 | 13 d'octubre de 2006   | 15–0–0                                                           | Estén el mandat de la Missió d'Observació de les Nacions Unides a Geòrgia                                                  |
| Resolució 1717 | 13 d'octubre de 2006   | 15–0–0                                                           | Terminis dels jutges al Tribunal Penal Internacional per a Ruanda                                                          |
| Resolució 1718 | 14 d'octubre de 2006   | 15–0–0                                                           | Imposa sancions a Corea del Nord després de les proves nuclears                                                            |
| Resolució 1719 | 25 d'octubre de 2006   | 15–0–0                                                           | Estableix Oficina Integrada de les Nacions Unides a Burundi                                                                |
| Resolució 1720 | 31 d'octubre de 2006   | 15–0–0                                                           | Estén el mandat de la Missió de Nacions Unides pel Referèndum al Sàhara Occidental                                         |
| Resolució 1721 | 1 de novembre de 2006  | 15–0–0                                                           | Procés de pau a Costa d'Ivori                                                                                              |
| Resolució 1722 | 21 de novembre de 2006 | 15–0–0                                                           | Estén el mandat de l'EUFOR Althea per 12 mesos                                                                             |
| Resolució 1723 | 28 de novembre de 2006 | 15–0–0                                                           | Estén autorització de la Força Multinacional Iraq                                                                          |
| Resolució 1724 | 29 de novembre de 2006 | 15–0–0                                                           | Restableix expert grup de monitorització de l'embargament d'armes contra Somàlia                                           |
| Resolució 1725 | 6 de desembre de 2006  | 15–0–0                                                           | Autoritza entrenament i missió de protecció a Somàlia                                                                      |
| Resolució 1726 | 15 de desembre de 2006 | 15–0–0                                                           | Estén el mandat de la Operació de les Nacions Unides a Costa d'Ivori i forces franceses                                    |
| Resolució 1727 | 15 de desembre de 2006 | 15–0–0                                                           | Estén el mandat del panell d'experts monitoritzant sancions contra Costa d'Ivori                                           |
| Resolució 1728 | 15 de desembre de 2006 | 15–0–0                                                           | Estén el mandat de la Força de les Nacions Unides pel Manteniment de la Pau a Xipre                                        |
| Resolució 1729 | 15 de desembre de 2006 | 15–0–0                                                           | Estén el mandat de la Força de les Nacions Unides d'Observació de la Separació                                             |
| Resolució 1730 | 19 de desembre de 2006 | 15–0–0                                                           | Aspectes generals relacionats amb les sancions                                                                             |
| Resolució 1731 | 20 de desembre de 2006 | 15–0–0                                                           | Renova embargament d'armes, viatges i diamants contra Libèria                                                              |
| Resolució 1732 | 21 de desembre de 2006 | 15–0–0                                                           | Aspectes generals relacionats amb les sancions                                                                             |
| Resolució 1733 | 22 de desembre de 2006 | Aprovada per aclamació                                           | Tribut al Secretari General sortint Kofi Annan                                                                             |
| Resolució 1734 | 22 de desembre de 2006 | 15–0–0                                                           | Estén el mandat de l'Oficina Integral de les Nacions Unides a Sierra Leone                                                 |
| Resolució 1735 | 22 de desembre de 2006 | 15–0–0                                                           | Mesures contra Al-Qaeda i els talibans                                                                                     |
| Resolució 1736 | 22 de desembre de 2006 | 15–0–0                                                           | Incrementa la força de la Missió de les Nacions Unides a la República Democràtica del Congo                                |
| Resolució 1737 | 23 de desembre de 2006 | 15–0–0                                                           | Sancions a l'Iran pel seu programa nuclear                                                                                 |
| Resolució 1738 | 23 de desembre de 2006 | 15–0–0                                                           | Condemna atacs contra periodistes en situacions de conflicte                                                               |
| Resolució 1739 | 10 de gener de 2007    | 15–0–0                                                           | Estén el mandat de l'Operació de les Nacions Unides a Costa d'Ivori i forces franceses                                     |
| Resolució 1740 | 23 de gener de 2007    | 15–0–0                                                           | Estableix Missió de les Nacions Unides a Nepal                                                                             |
| Resolució 1741 | 30 de gener de 2007    | 15–0–0                                                           | Estén el mandat de la Missió de les Nacions Unides a Etiòpia i a Eritrea                                                   |
| Resolució 1742 | 15 de febrer de 2007   | 15–0–0                                                           | Estén el mandat de la Missió de les Nacions Unides a la República Democràtica del Congo                                    |
| Resolució 1743 | 15 de febrer de 2007   | 15–0–0                                                           | Estén el mandat de la Missió d'Estabilització de les Nacions Unides a Haití                                                |
| Resolució 1744 | 21 de febrer de 2007   | 15–0–0                                                           | Autoritza la Missió de la Unió Africana a Somàlia                                                                          |
| Resolució 1745 | 22 de febrer de 2007   | 15–0–0                                                           | Estén el mandat de la Missió Integrada de les Nacions Unides a Timor Oriental; incrementa la força                         |
| Resolució 1746 | 23 de març de 2007     | 15–0–0                                                           | Estén el mandat de la Missió d'Assistència de les Nacions Unides a l'Afganistan                                            |
| Resolució 1747 | 24 de març de 2007     | 15–0–0                                                           | Nives sancions a l'Iran pel seu programa nuclear                                                                           |
| Resolució 1748 | 27 de març de 2007     | 15–0–0                                                           | Estén el mandat de la Comissió Internacional d'Investigació Independent de les Nacions Unides al Líban                     |
| Resolució 1749 | 28 de març de 2007     | 15–0–0                                                           | Acaba requeriment de notificació d'exportació d'armes a Ruanda                                                             |
| Resolució 1750 | 30 de març de 2007     | 15–0–0                                                           | Estén el mandat de la Missió de les Nacions Unides a Libèria                                                               |
| Resolució 1751 | 13 d'abril de 2007     | 15–0–0                                                           | Estén el mandat de la Missió de les Nacions Unides a la República Democràtica del Congo                                    |
| Resolució 1752 | 13 d'abril de 2007     | 15–0–0                                                           | Estén el mandat de la Missió d'Observació de les Nacions Unides a Geòrgia                                                  |
| Resolució 1753 | 27 d'abril de 2007     | 15–0–0                                                           | Aixeca la prohibició d'importar diamants de Libèria                                                                        |
| Resolució 1754 | 30 d'abril de 2007     | 15–0–0                                                           | Estén el mandat de la Missió de Nacions Unides pel Referèndum al Sàhara Occidental                                         |
| Resolució 1755 | 30 d'abril de 2007     | 15–0–0                                                           | Estén el mandat de la Missió de les Nacions Unides al Sudan                                                                |
| Resolució 1756 | 15 de maig de 2007     | 15–0–0                                                           | Estén el mandat de la Missió de les Nacions Unides a la República Democràtica del Congo                                    |
| Resolució 1757 | 30 de maig de 2007     | 10–0–5 (abstencions: Xina, Indonèsia, Catar, Rússia, Sud-àfrica) | Estableix Tribunal Especial pel Líban per perseguir als responsables de l'assassinat de Rafik Hariri                       |
| Resolució 1758 | 15 de juny de 2007     | 15–0–0                                                           | Estén el mandat de la Força de les Nacions Unides pel Manteniment de la Pau a Xipre                                        |
| Resolució 1759 | 20 de juny de 2007     | 15–0–0                                                           | Renova mandat de la Força de les Nacions Unides d'Observació de la Separació                                               |
| Resolució 1760 | 20 de juny de 2007     | 15–0–0                                                           | Restableix el panell d'experts monitoritzant sancions de diamants i fusta contra Libèria                                   |
| Resolució 1761 | 20 de juny de 2007     | 15–0–0                                                           | Estén el mandat del panell d'experts monitoritzant sancions d'armes i diamants contra Costa d'Ivori                        |
| Resolució 1762 | 29 de juny de 2007     | 14–0–1 (abstenció: Rússia)                                       | Acaba la Comissió de Seguiment, Verificació i Inspecció de les Nacions Unides a Iraq                                       |
| Resolució 1763 | 29 de juny de 2007     | 15–0–0                                                           | Estén el mandat de l'Operació de les Nacions Unides a Costa d'Ivori i forces franceses                                     |
| Resolució 1764 | 29 de juny de 2007     | 15–0–0                                                           | Nomena Miroslav Lajčák com a Alt Representant per Bòsnia i Hercegovina                                                     |
| Resolució 1765 | 16 de juliol de 2007   | 15–0–0                                                           | Estén el mandat de l'Operació de les Nacions Unides a Costa d'Ivori i forces franceses                                     |
| Resolució 1766 | 23 de juliol de 2007   | 15–0–0                                                           | Estén el mandat de la expert grup de monitorització d'embargament d'armes contra Somàlia                                   |
| Resolució 1767 | 30 de juliol de 2007   | 15–0–0                                                           | Estén el mandat de la Missió de les Nacions Unides a Etiòpia i a Eritrea                                                   |
| Resolució 1768 | 31 de juliol de 2007   | 15–0–0                                                           | Estén l'embargament d'armes contra la República Democràtica del Congo                                                      |
| Resolució 1769 | 31 de juliol de 2007   | 15–0–0                                                           | Autoritza desplegament de l'Operació Híbrida de la Unió Africana i les Nacions Unides al Darfur                            |
| Resolució 1770 | 10 d'agost de 2007     | 15–0–0                                                           | Estén el mandat de la Missió d'Assistència de les Nacions Unides a l'Iraq                                                  |
| Resolució 1771 | 10 d'agost de 2007     | 15–0–0                                                           | Renova l'embargament d'armes contra la República Democràtica del Congo                                                     |
| Resolució 1772 | 20 d'agost de 2007     | 15–0–0                                                           | Autoritza continuació de la Missió de la Unió Africana a Somàlia                                                           |
| Resolució 1773 | 24 d'agost de 2007     | 15–0–0                                                           | Estén el mandat de la UNIFIL                                                                                               |
| Resolució 1774 | 14 de setembre de 2007 | 15–0–0                                                           | Re-anomena Hassan Bubacar Jallow com a fiscal del Tribunal Penal Internacional per a Ruanda                                |
| Resolució 1775 | 14 de setembre de 2007 | 14–0–1 (abstenció: Rússia)                                       | Estén nomenament de Carla Del Ponte com a fiscal del Tribunal Penal Internacional per a l'antiga Iugoslàvia                |
| Resolució 1776 | 19 de setembre de 2007 | 14–0–1 (abstenció: Rússia)                                       | Estén autorització de la Força Internacional d'Assistència i de Seguretat a Afganistan                                     |
| Resolució 1777 | 20 de setembre de 2007 | 15–0–0                                                           | Estén el mandat de la Missió de les Nacions Unides a Libèria                                                               |
| Resolució 1778 | 25 de setembre de 2007 | 15–0–0                                                           | Estableix Missió de les Nacions Unides a la República Centreafricana i al Txad                                             |
| Resolució 1779 | 28 de setembre de 2007 | 15–0–0                                                           | Estén el mandat del panell d'experts monitoritzant sancions contra Darfur, Sudan                                           |
| Resolució 1780 | 15 d'octubre de 2007   | 15–0–0                                                           | Estén el mandat de la Missió d'Estabilització de les Nacions Unides a Haití                                                |
| Resolució 1781 | 15 d'octubre de 2007   | 15–0–0                                                           | Estén el mandat de la Missió d'Observació de les Nacions Unides a Geòrgia                                                  |
| Resolució 1782 | 29 d'octubre de 2007   | 15–0–0                                                           | Renova sancions contra Costa d'Ivori                                                                                       |
| Resolució 1783 | 31 d'octubre de 2007   | 15–0–0                                                           | Estén el mandat de la Missió de Nacions Unides pel Referèndum al Sàhara Occidental                                         |
| Resolució 1784 | 31 d'octubre de 2007   | 15–0–0                                                           | Estén el mandat de la Missió de les Nacions Unides al Sudan                                                                |
| Resolució 1785 | 21 de novembre de 2007 | 15–0–0                                                           | Estén el mandat de l'EUFOR Althea a Bòsnia i Hercegovina                                                                   |
| Resolució 1786 | 28 de novembre de 2007 | 15–0–0                                                           | Nomena Serge Brammertz com a fiscal del Tribunal Penal Internacional per a l'antiga Iugoslàvia                             |
| Resolució 1787 | 10 de desembre de 2007 | 15–0–0                                                           | Estén període de la Direcció Executiva del Comitè contra el Terrorisme                                                     |
| Resolució 1788 | 14 de desembre de 2007 | 15–0–0                                                           | Renova mandat de la Força de les Nacions Unides d'Observació de la Separació                                               |
| Resolució 1789 | 14 de desembre de 2007 | 15–0–0                                                           | Estén el mandat de la Força de les Nacions Unides pel Manteniment de la Pau a Xipre                                        |
| Resolució 1790 | 18 de desembre de 2007 | 15–0–0                                                           | Estén el mandat de la Missió d'Assistència de les Nacions Unides a l'Iraq                                                  |
| Resolució 1791 | 19 de desembre de 2007 | 15–0–0                                                           | Estén el mandat de l'Oficina Integrada de les Nacions Unides a Burundi                                                     |
| Resolució 1792 | 19 de desembre de 2007 | 15–0–0                                                           | Amplia la prohibició de viatges i armes contra Libèria                                                                     |
| Resolució 1793 | 21 de desembre de 2007 | 15–0–0                                                           | Estén el mandat de l'Oficina Integral de les Nacions Unides a Sierra Leone                                                 |
| Resolució 1794 | 21 de desembre de 2007 | 15–0–0                                                           | Estén el mandat de la Missió de les Nacions Unides a la República Democràtica del Congo                                    |
| Resolució 1795 | 15 de gener de 2008    | 15–0–0                                                           | Estén el mandat de l'Operació de les Nacions Unides a Costa d'Ivori i forces franceses                                     |
| Resolució 1796 | 23 de gener de 2008    | 15–0–0                                                           | Estén el mandat de la Missió de les Nacions Unides a Nepal                                                                 |
| Resolució 1797 | 30 de gener de 2008    | 15–0–0                                                           | Autoritza a la Missió de les Nacions Unides a la República Democràtica del Congo organitzar i dirigir les eleccions locals |
| Resolució 1798 | 30 de gener de 2008    | 15–0–0                                                           | Estén el mandat de la Missió de les Nacions Unides a Etiòpia i a Eritrea                                                   |
| Resolució 1799 | 15 de febrer de 2008   | 15–0–0                                                           | Renova sancions contra la República Democràtica del Congo                                                                  |
| Resolució 1800 | 20 de febrer de 2008   | 15–0–0                                                           | Nomenament de jutges provisionals al Tribunal Penal Internacional per a l'antiga Iugoslàvia                                |